# جغدهای سینه‌نواری
جغدهای سینه‌نواری (نام علمی: Ciccaba) نام یک سرده از تیره جغدان راستین است.

## گونه‌ها
- جغد لکه‌دار, Strix virgata
- Black-and-white owl, Strix nigrolineata
- Black-banded owl, Strix huhula
- Rufous-banded owl, Strix albitarsis